# Monaco au Concours Eurovision de la chanson 1977
Monaco a participé au Concours Eurovision de la chanson 1977 à Londres, au Monaco. 
Le pays est représenté par Michèle Torr et la chanson Une petite Française, sélectionnés en interne par TMC.

## Sélection
Le diffuseur monégasque TMC choisit l'artiste et la chanson en interne pour représenter Monaco au Concours Eurovision de la chanson 1977.
Lors de cette sélection, c'est la chanteuse française Michèle Torr et la chanson Une petite Française qui furent choisies. Michèle Torr avait déjà participé à l'Eurovision en représentant le Luxembourg en 1966.

## À l'Eurovision

### Points attribués par Monaco
| 12 points | Royaume-Uni |
| 10 points | Grèce       |
| 8 points  | Irlande     |
| 7 points  | Israël      |
| 6 points  | Italie      |
| 5 points  | Autriche    |
| 4 points  | France      |
| 3 points  | Pays-Bas    |
| 2 points  | Portugal    |
| 1 point   | Allemagne   |

### Points attribués à Monaco
| 12 points                     | 10 points | 8 points             | 7 points            | 6 points                        |
| ----------------------------- | --------- | -------------------- | ------------------- | ------------------------------- |
| - Grèce - Italie              | - Suède   | - Autriche - Espagne | - Royaume-Uni       | - Allemagne - Portugal - Suisse |
| 5 points                      | 4 points  | 3 points             | 2 points            | 1 point                         |
| - Finlande - France - Irlande |           |                      | - Belgique - Israël | - Luxembourg - Norvège          |

Michèle Torr interprète Une petite Française en 2e position sur la scène suivant l'Irlande et précédant les Pays-Bas. Au terme du vote final, Monaco termine 4e sur 18 pays avec 96 points,.